# Taïno (langue)
 (avril 2019).
- Si vous ne connaissez pas le sujet, laissez ce bandeau (vous pouvez alors contacter les auteurs).
- Si vous supprimez le contenu mis en cause (vous pouvez préalablement contacter les auteurs),

argumentez précisément cette suppression dans la page de discussion
(un manque de référence n'est pas un argument ; une recherche réelle de référence doit avoir été effectuée, être formellement documentée).
Pour les articles homonymes, voir Taino.
Le taïno est une langue arawakienne qui était parlée par les Taïnos, un peuple indigène des Caraïbes.
Leur aire géographique recouvrait l'île d'Hispaniola (Haïti et République dominicaine) dont le nom taïno était Ahatti, Porto Rico dont le nom taïno était Borink'en, la Jamaïque dont le nom taïno était Xamaïca ou Xaymaca, les trois-quarts est de l'île de Cuba, dont le nom taïno était Cubanascan ou Coabana, et l'archipel des Lucayes dont le nom taïno était Lucayos (de luku = les gens et cayo = les îlots, soit « les habitants des îlots »)[réf. nécessaire].
Il y avait au moins trois langues taïnos : le lucayo, au Nord dans l'archipel des Bahamas, au centre de Cuba et à la Jamaïque, puis, la plus répandue, désignée comme taïno principal, à Hispaniola et à l'est de Cuba et, enfin, celle de Porto Rico dite taïno oriental.
« Taïno » signifie « personne noble ». L'expression ne désignait en fait qu'une seule caste de toute la société. Parmi les autres castes, il y avait celle des esclaves ou captifs : naboria[réf. nécessaire].

## Héritage linguistique

Frontières des 5 royaumes taïnos de St Domingue et villes principales

Ces langues sont les premières avec lesquelles Christophe Colomb et les Européens sont entrés en contact. Elles ont utilisé en retour de nombreux emprunts aux langues européennes notamment pour décrire les objets, les animaux, les plantes et les pratiques alimentaires des sociétés amérindiennes.
Entre autres mots arawak, souvent d'origine taïno, adoptés en français :
- Hamac : vient de hamacu
- Canoë : vient de canaoa
- Caïque : vient de cayuco, embarcation plate
- Patate : vient de batata
- Papaye : vient de papaya
- Barbecue : vient de barbacoa (supposition)
- Cannibale : vient de caniba, nom que les Taïnos donnaient aux Caribes[réf. nécessaire]
- Cacique : vient de caciga = chef taïno
- Iguane : vient de iwana
- Tabac (supposition)
- Colibri : vient de colibri
- Ouragan : vient de urakan, le dieu du vent
- Savane : vient de sabána
- Goyave : vient de guyaba
- Ananas : de naná
- Mainate : vient de manati (oiseau capable de parler)

Le taïno a donné davantage encore de mots en espagnol, langue par laquelle ils ont ensuite été transmis au français[réf. nécessaire] :
- Mani est le nom taïno de l'arachide, comme en espagnol américain
- Cayo, qui veut dire île en taïno, a donné le nom espagnol Cay et le nom anglais Key
- Guacamayo est le terme taïno pour l'ara (perroquet)
- Ceiba, l'arbre Fromager est un terme taïno

## Histoire

### Histoire précolombienne

Noms Arawak des îles des Antilles et des Bahamas. Significations.

Les Taïnos ne sont pas les premiers arrivés dans les Antilles. Il y a eu avant eux au moins deux vagues d'arrivées de population non Arawaks, dont les Guahanacabibes présents depuis au moins 1 000 ans. Trois langues sont à rattacher à ces populations pré-arawak : le guahanacabibe, le ciguayo au Nord-Est d'Haiti et de Saint-Domingue dans l'ancienne province de Magua, ainsi que le macorix au sud-est de Saint-Domingue dans l'ancienne province du Higüey. Sans en avoir la preuve, les archéologues et les linguistes[Qui ?] pensent que ces trois langues étaient apparentées et ont pu être isolées les unes des autres à la suite de l'arrivée des Taïnos, vers 1200. Ces derniers ont chassé les populations vaincues vers l'Ouest de Cuba et aux extrémités est de Saint-Domingue. Cependant il reste trop peu d'éléments de ces langues antérieures pour pouvoir conclure sur la question.
La langue caribe était présente sur les petites Antilles et quelques îlots au large des grandes Antilles de l'Est dont l'île de Saona. Leur population, arrivée après les Taïnos, est entrée en compétition brutale avec les Taïnos pour le contrôle territorial. De nombreuses femmes taïnas étaient enlevées par les Kalinago pour assurer leur descendance. La culture matriarcale des Taïnos et celle patriarcale des Caribes faisaient que les deux langues étaient couramment parlées au sein des familles caribes. Ainsi, hommes et garçons parlaient souvent caribe, tandis que femmes et les filles parlaient taïno.
Aujourd'hui, les linguistes considèrent que la langue caribe ou kalinago, comme les trois langues taïno, fait partie des langues Arawaks. Le garifuna qui a hérité d'une grande partie de la culture et de la langue des Caribes permet de se rendre compte de leur proximité : de nombreux mots élémentaires sont identiques aux mots taïno connus, à la transcription près.

### Contact européen et disparition
Les contacts entre Européens et Taïnos ont eu des conséquences tragiques pour ces derniers. Alors qu'ils comptaient 3 000 000 d'habitants de langue taïno en 1492, les archipels des grandes Antilles et des Bahamas ont été entièrement dépeuplés par massacre, mise en esclavage, déportation, travaux forcés dans les mines d'or et aussi, pour beaucoup, à cause de la propagation des maladies couramment répandues en Europe et en Asie inconnues du continent Américain. En 1512, il n'y a plus de survivants d'origine entièrement taïno et leurs trois langues sont devenues, du fait de la disparition de leurs locuteurs, des langues mortes.
Toutefois, il y eut des métissages lors des premiers contacts et en particulier lors du premier voyage de Colomb. Certaines communautés de Porto Rico se réclament ainsi de la double culture espagnole et taïno. On trouve sur les sites internet de Porto Rico des précis de langue Espagnol-Taïnos.
Les recherches médicales récentes sur l'ADN des habitants des Antilles ont confirmé que 61 % des Portoriicains et 18% des Dominicains avaient au moins une aïeule taïno (ADN mitochondrial : ancêtre par filiation matriarcale)[réf. nécessaire].

## Phonologie
La langue taïno ne disposait pas de forme écrite, sauf à s'être emparée de façon ponctuelle de glyphes d'origine maya, ce qui n'est pas établi, les mayas Chontal qui commerçaient entre le Yucatan et Saint-Domingue ne faisant eux-mêmes pas partie d'une caste lettrée. Les Taïnos ont cependant recours à l'usage de pétroglyphes encore visibles dans certaines grottes des Antilles, que l'on pourrait considérer comme une forme de proto-écriture. Il y a eu à ce jour peu d'études spécifiques sur leur interprétation, les phonèmes présentés ci-dessous correspondent à des informations collectées par les populations espagnoles auprès des derniers survivants au cours du XVIe siècle[réf. nécessaire].
| Reconstitution des consonnes taïnos | Reconstitution des consonnes taïnos | Bilabiales | Alvéolaires | Palatales | Vélaires | Glottales |
| ----------------------------------- | ----------------------------------- | ---------- | ----------- | --------- | -------- | --------- |
| Occlusives                          | sourdes                             | p          | t           |           | k        |           |
| Occlusives                          | implosives                          | b          | d           |           |          |           |
| Fricatives                          | Fricatives                          |            | s           |           |          | h         |
| Nasales                             | Nasales                             | m          | n           |           |          |           |
| Semi-Voyelles                       | Semi-Voyelles                       | w          | l           | j         |          |           |

Il y avait aussi un (r) appuyé qui semble avoir été une variante du (d).
|          | Antérieures | Centrales | Postérieures |
| -------- | ----------- | --------- | ------------ |
| Fermée   | i           |           |              |
| Moyennes | e ɛ         |           | o            |
| Ouvertes |             | a         |              |

La seule consonne que l'on peut trouver à la fin d'un mot est /s/[réf. nécessaire].

## Grammaire
Les différents possessifs et pronoms utilisés sont placés sous forme de préfixe au nom ou au verbe auquel il se rapporte :
- Mon, moi : da-. Exemple mon île se dira Dakera prononcé dakeira ;
- Notre, nous : wa- : notre île Wakera ;
- Son, lui : li- : son île Likera ;
- Sa, elle : tu- : son île, si c'est une femme Tukera.

Il en est de même des conjugaisons: Exemple le verbe voir :
- Darike : Je vois ;
- Warike : Nous voyons ;
- Lirike : Il voit ;
- Turike : Elle voit.

La négation d'une proposition est également accolée à l'expression. La négation se dit : ma-
- Madarike : Je ne vois pas !

Le verbe être et l'affirmation se disent ka-. Ainsi le verbe être se conjugue :
- Daka : Je suis ;
- Waka : Nous sommes ;
- Lika : Il est ;
- Tuka : Elle est.

## Dictionnaires taïno
Plusieurs dictionnaires taïno ont été constitués et rédigés par des associations ou des militants taïnos ; sont disponibles un dictionnaire taïno-anglais et plusieurs dictionnaires taïno-espagnol,.